# Golfo de Alejandreta
El golfo de Alejandreta (antiguamente, en latín: Issicus Sinus: golfo de Issos) (en turco: İskenderun Körfezi), es un golfo o entrada de la región oriental del mar Mediterráneo —del que es el extremo más oriental—  en la costa sur de Turquía, cerca de su frontera con Siria. La costa oriental del golfo forma parte de la provincia de Hatay, y en ese tramo está la ciudad de Alejandreta. La costa de la parte norte pertenece a la provincia de Adana.
En el golfo, en Ceyhan, se encuentra la terminal marina del oleoducto Bakú-Tiflis-Ceyhan (Haydar Aliyev Terminal), un oleoducto de gran importancia geoestratégica y el segundo más largo del mundo, al que llegó por vez primera petróleo el 28 de  mayo de 2006.

## Historia
En Issos, en la costa del golfo próxima a Alejandreta, se celebraron tres importantes batallas a lo largo de la historia:
- la batalla de Issos, en la que Alejandro Magno de Macedonia derrotó a Darío III de Persia. A esta batalla a veces se la conoce como la primera batalla de Issos, pero es más conocida simplemente como la batalla de Issos, debido al gran impacto que produjo en la historia política de la región la derrota del Imperio aqueménida por parte del ejército de Alejandro.
- la batalla de Issos (194), o segunda batalla de Issos , que enfrentó a las fuerzas del emperador romano Septimio Severo y las de su rival, Pescenio Niger.
- la batalla de Issos (622), o tercera batalla de Issos , entre el Imperio bizantino y el Imperio sasánida.